# Rhinyptia suturalis
Rhinyptia suturalis är en skalbaggsart som beskrevs av Ernst Gustav Kraatz 1895. Rhinyptia suturalis ingår i släktet Rhinyptia och familjen Rutelidae. Inga underarter finns listade i Catalogue of Life.